# وزارة الأعمال والمصنوعات (إيطاليا)
وزارة الأعمال والمصنوعات في إيطاليا هي وزارة حكومية تابعة للجمهورية الإيطالية كانت تسمى" وزارة المنشأت والمصنوعات في إيطاليا" (بالإيطالية: Ministero delle imprese e del made in Italy )، والمعروفة عمومًا باسمها المختصر (MISE) قبل عام 2022، وتتعامل الوزارة مع الإنتاج والأنشطة الاقتصادية والطاقة والموارد المعدنية والاتصالات والمستهلكين والسياحة والتدويل وحوافز الأعمال. تم تشكيلها في عام 2006 بعد إعادة تنظيم وزارة الأنشطة الإنتاجية (التي كانت تسمى وزارة الصناعة والتجارة والحرف اليدوية حتى عام 2001) والتي تم دمج وزارة الاتصالات ووزارة التجارة الدولية فيها في عام 2008.
الوزير الحالي لها هو أدولفو أورسو ، الذي تم تعيينه في 22 أكتوبر 2022 من قبل رئيس الوزراء جيورجيا ميلوني .  يقع المقر الرئيسي في قصر بياتشينزا، عبر فيتوريو فينيتو ، روما .

## أنظر أيضاً
- وزارة الاقتصاد والمالية (إيطاليا)
- اقتصاد إيطاليا